# جام سالواتوره
جام سالواتوره (انگلیسی: Salvatore Tazza؛ زادهٔ ۱۸ ژانویهٔ ۱۹۹۸) بازیکن فوتبال است.
از باشگاه‌هایی که در آن بازی کرده‌است می‌توان به باشگاه فوتبال رجینا اشاره کرد.